# 鸭子铺站
鸭子铺站位于中华人民共和国湖南省长沙市开福区万家丽北路与创星路交叉口北侧地下，是长沙地铁5号线的地铁车站，2016年6月28日开通。

## 车站

### 车站结构
| 地面      |                                   | 地铁出入口                        |  |
| 地下 一层 |                                   | 站厅、售票机、客服中心、便利店    |  |
| 地下 二层 |                                   | 5号线列车往水渡河(下一站：马栏山) |  |
| 地下 二层 | 岛式月台，左边车门将会开启        |                                   |  |
| 地下 二层 | 5号线列车往毛竹塘(下一站：火炬村) |                                   |  |

## 车站周边
- 朝正垸
- 月湖大市场
- 长沙市公共卫生中心
- 湖南省血液中心
- 马栏山视频文创产业园